# Пецара
„Пецара“ (на хърватски: Pecara) е многофункционален стадион в град Широки бриег, Босна и Херцеговина.
Построен е през 1953 г. и разполага с капацитет от 10 000 места. Покрива повечето от минималните изисквания на УЕФА. Приема домакинските срещи на местния футболен клуб ФК Широки бриег.